# Hanniwka (wysoczanśkyj starostynśkyj okruh)
Hanniwka (ukr. Ганнівка) – wieś na Ukrainie, w obwodzie odeskim, w rejonie bołgradzkim, w hromadzie Borodino. W 2001 liczyła 254 mieszkańców.